# Nemochovice
Nemochovice (deutsch Nemochowitz) ist eine Gemeinde in Tschechien. Sie liegt zehn Kilometer südwestlich von Morkovice-Slížany und gehört zum Okres Vyškov.

## Geographie

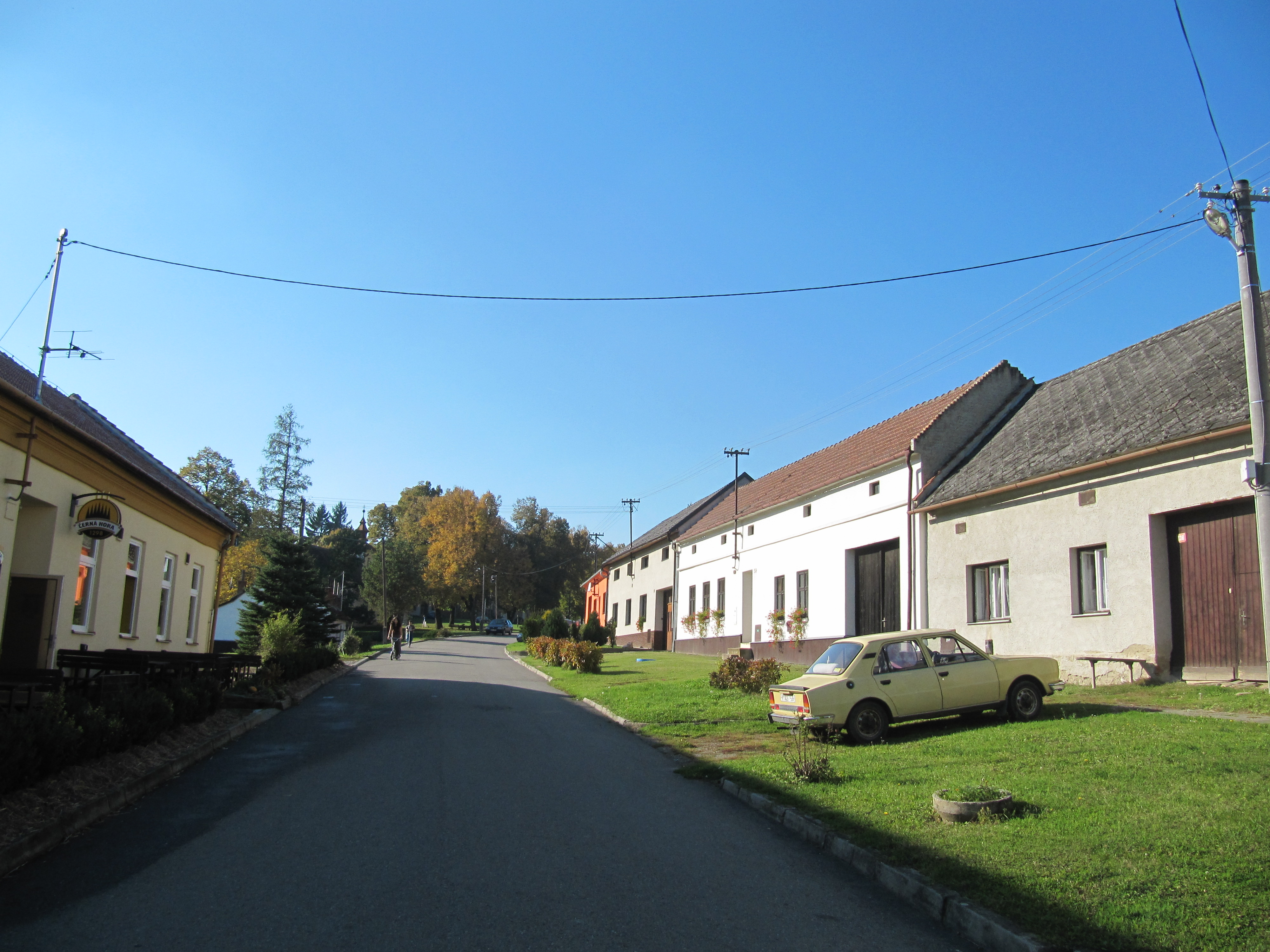
Straße in Nemochovice

Nemochovice befindet sich im Süden der Litenčické vrchy in einem vom Bach Nemochovický potok durchflossenen Talkessel. Nördlich erheben sich der Hradisko (518 m) und Lichov (381 m), im Südwesten die Chroustová (345 m), südlich die Galášky (311 m) und Habřina (295 m), im Westen die Jezírka (388 m) und nordwestlich die Stará hora.
Nachbarorte sind Kozojedsko im Norden, Nítkovice und Litenčice im Nordosten, Kunkovice im Osten, Kožušice und Malínky im Südosten, Brankovice im Süden, Dobročkovice, Milonice und Uhřice im Südwesten, Komorov im Westen sowie Chvalkovice und Zdravá Voda im Nordwesten.

## Geschichte
Die erste schriftliche Erwähnung des Dorfes erfolgte im Jahre 1353, als Vít von Vítovice den Hof einschließlich der Mühle an Wilhelm von Herrstein verkaufte. Zu den zahlreichen weiteren Besitzern gehörten u. a. die Ritter von Zástřizl. In der Mitte des 16. Jahrhunderts kam das Dorf zur Herrschaft Mořice. 1633 erwarben die Fürsten von Liechtenstein das Allodgut Nemochovice und schlossen es an die Herrschaft Bučovice an. Das älteste Ortssiegel stammt aus dem Jahre 1631 und trägt die Inschrift Pecet Dedini Nemochowicz. Die Grundbücher werden seit 1820 geführt. Im Jahre 1834 bestand das Dorf aus 86 Häusern und hatte 532 Einwohner. Zu dieser Zeit bestanden in Nemochovice ein Meierhof, eine Mühle, Brennerei und Schenke sowie eine Schule und Kapelle. Gepfarrt ist Nemochovice seit eh und jeh nach Chvalkovice.
Nach der Aufhebung der Patrimonialherrschaften bildete Nemochovice ab 1850 eine Gemeinde in der Bezirkshauptmannschaft Wischau. 1877 ließ Wenzel von Liechtenstein die Kapelle zur Kirche erweitern. 1885 wurde das neue Schulhaus eingeweiht. Im selben Jahre entstand auch eine Mechanische Weberei, die bereits vier Jahre später in eine Fabrik für Perlmuttknöpfe umgebaut wurde. Die Liechtensteiner vereinten 1890 die Herrschaften Steinitz und Butschowitz zum Gut Butschowitz-Steinitz. Beim Zensus von 1921 lebten in Nemochovice 767 Menschen, davon waren 763 Tschechen. Im Zuge der Bodenreform wurde 1922 der zuvor Johann II. von Liechtenstein gehörige Hof parzelliert. Während der deutschen Besetzung wurde in der Familie Pospíšil gehörenden Haus Na Špitálkách (Nr. 160) die Partisanenabteilung Olga gegründet. Zwischen 1949 und 1959 gehörte die Gemeinde zum Okres Bučovice und kam nach dessen Aufhebung 1960 zum Okres Vyškov zurück. 1976 beantragte der Vorsitzende des örtlichen Nationalausschusses (MNV), Josef Šebela, beim Bezirksnationalausschuss den Ortsnamen Partyzánská obec. An der vorangegangenen Diskussion hatten sich etwa 100 Einwohner beteiligt. Wegen zu geringer Schülerzahl wurde 1977 der Unterricht in Nemochovice eingestellt. Im nachfolgenden Jahre wurde in Nemochovice eine Orientierungstafel mit der Bezeichnung Partyzánská obec aufgestellt. Eine Umbenennung erfolgte jedoch nie. 1985 wurde Nemochovice zusammen mit Chvalkovice an Brankovice angeschlossen. 1990 löste sich Nemochovice wieder los und bildete eine eigene Gemeinde. Seit dem Jahre 2000 führt Nemochovice ein Wappen und Banner, das die Lilie der Ritter von Zástřizl, den Adlerflügel der Liechtensteiner sowie das Attribut des Ortsheiligen zeigt. Das Dorf hat seinen landwirtschaftlichen Charakter bis heute bewahrt. In Nemochovice wird eine Pferdezucht betrieben.

## Ortsgliederung
Für die Gemeinde Nemochovice sind keine Ortsteile ausgewiesen. Zu Nemochovice gehören die Ortslagen Habřina und U Dvora.

## Sehenswürdigkeiten
- Filialkirche St. Florian, errichtet 1877
- Kreuz vor der Kirche
- Kreuz am Ortsausgang nach Brankovice
- Denkmal für die Opfer des Ersten Weltkrieges, am Dorfanger
- Denkmal für die Gefallenen des Zweiten Weltkrieges
- Denkmal für die gefallenen Partisanen, am Friedhof